# Pont du duc d'Aoste
Le pont du duc d'Aoste (en italien : ponte Duca d'Aosta) est un pont qui franchit le Tibre au nord de Rome. Construit durant la Seconde Guerre mondiale, il permet un accès direct au Foro Italico depuis le centre-ville.
Le pont franchit le Tibre en une seule arche de béton armé. Aux deux extrémités, deux piliers décorés de hauts-reliefs représentent des scènes de la Première Guerre mondiale sur les rivières Isonzo, Tagliamento, Sile et Adige, dues au sculpteur toscan Vico Consorti.
Nommé en l'honneur d'Emmanuel-Philibert de Savoie, duc d'Aoste, il a été conçu par l'architecte Vincenzo Fasolo. Sa construction a commencé en 1939 pour être inauguré en 1942.

## Description
Réalisé en béton armé entièrement recouvert de travertin de Tivoli, il a une longueur de 222,3 m et une largeur de 30 m, dont 21 m de chaussée et deux larges trottoirs de 4 m chacun. Il se compose de trois arches surbaissées dont la plus grande, centrale, enjambe entièrement le Tibre par une travée de 100 m, tandis que les deux autres, longues de 25 m, ont été conçues à l'origine comme des évents de crue, qui reposent entièrement sur les rives inondables, au-dessus des quais.

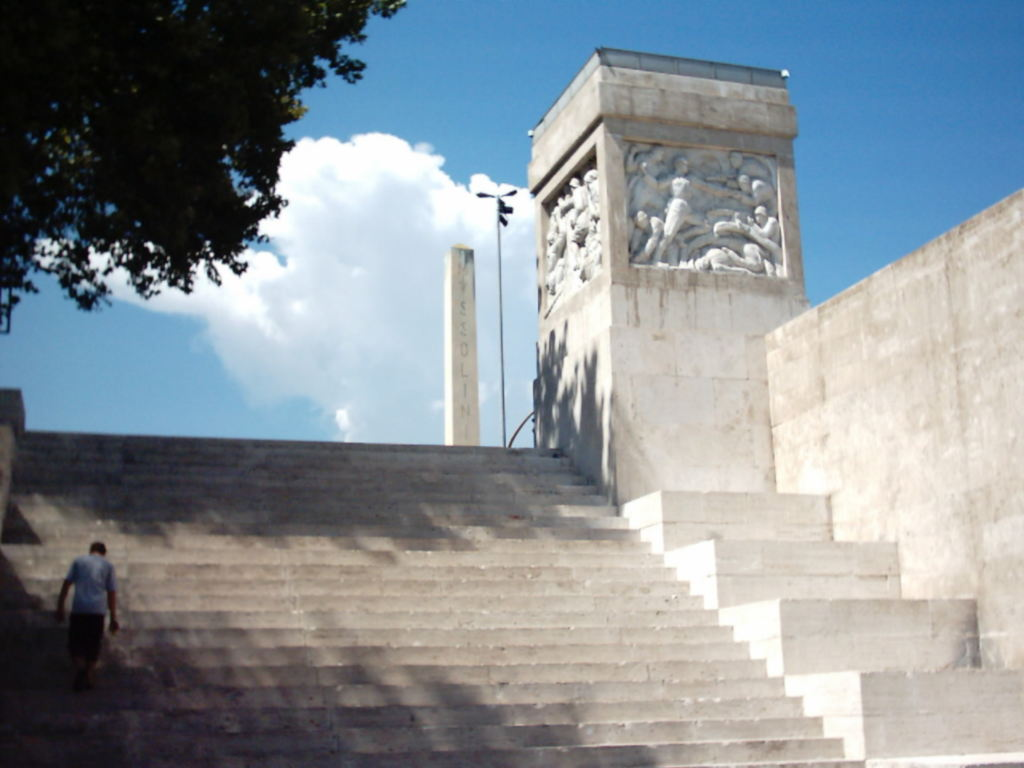
Escalier et reliefs commémoratifs, côté sud-ouest.

Chaque extrémité du pont est flanquée des deux côtés de grands escaliers de marbre qui descendent du niveau de la chaussée jusqu'au niveau des arcs secondaires ; de là, deux autres rampes plus petites rejoignent le fleuve.
Le pont est orné, aux quatre coins au niveau de la chaussée, de massifs de 3,5 m et 5 m de haut, également recouverts de marbre et éclairés au sommet. Leurs faces sont décorées de hauts-reliefs – œuvre des sculpteurs Ercole Drei , Domenico Ponzi , Oddo Aliventi et Vico Consorti – représentant des scènes de batailles livrées lors de la Première Guerre mondiale, près des rivières Sile, Piave, Tagliamento et Isonzo, par la 3e armée commandée par Emmanuel Philibert de Savoie-Aoste, duc d'Aoste, éponyme du pont.

## Histoire

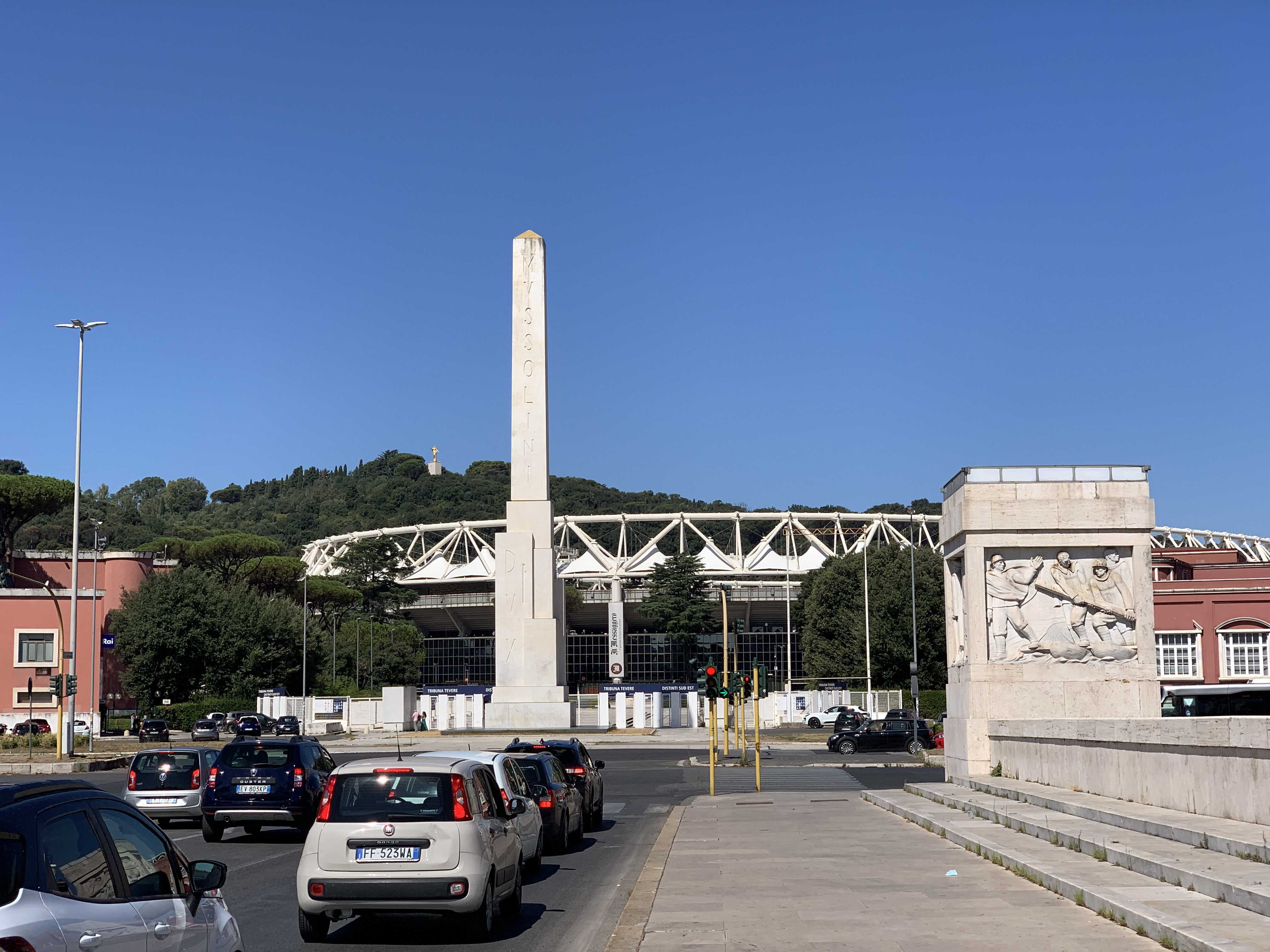
Le pont mène directement au monolithe Mussolini et au Foro Italico.

Le « Foro Mussolini » (aujourd'hui Foro Italico), conçu par Enrico Del Debbio et inclus dans le plan directeur général de 1931, prévoyait dès le projet de 1927 un pont sur le Tibre qui constituerait l'entrée spectaculaire du quartier Flaminio, aligné avec l'obélisque de marbre dédié à Mussolini, avec le piazzale dell'Impero derrière lui (aujourd'hui viale del Foro Italico) et avec la fontaine de la Sphère placée devant le « stade des Cyprès » (aujourd'hui Stade olympique),.
En 1935, le ministère des Travaux publics annonça un appel d'offres pour la conception et la construction du pont : dix-huit projets furent présentés, dont certains conçus par des architectes du calibre de Vittorio Ballio Morpurgo, Pietro Aschieri, Giuseppe Vaccaro et Del Debbio lui-même. Le projet de Vincenzo Fasolo a remporté le concours et l'ingénieur Antonio Martinelli de l'entreprise Aureli a remporté le contrat. La construction commença le 21 juin 1936 et le pont fut inauguré le 26 mars 1939, dans le cadre des célébrations du vingtième anniversaire des Fasci di Combattimento italiens.